# ジェレミー・スケイヒル
ジェレミー・スケイヒル（Jeremy Scahill、1974年10月18日 - ）は、アメリカのジャーナリスト。オンライン雑誌『インターセプト』編集者。
イリノイ州シカゴ生まれ。ウィスコンシン大学中退。ホームレス支援活動を経て、非営利報道ラジオ「デモクラシー・ナウ!」の製作に関わり、後にプロデューサー兼特派員となる。
著書『ブラックウォーター』で2度目のジョージ・ポルク賞を受賞。またドキュメンタリー『ダーティー・ウォー』でプロデューサーを務め、同作品は、サンダンス映画祭の国内ドキュメンタリー部門で撮影賞を受賞した。

## 著書
- Blackwater: the rise of the world's most powerful mercenary army, Nation Books, 2007.
  - 『ブラックウォーター 世界最強の傭兵企業』、益岡賢・塩山花子訳、作品社、2014年
- Dirty wars: the world is a battlefield, Nation Books, 2013.
  - 『アメリカの卑劣な戦争 無人機と特殊作戦部隊の暗躍』、上下巻、 横山啓明訳、柏書房、2014年